# نشيد بلفين
بلفن مارشى أو عثمان باشا مارشى ، نشيد عثمان باشا الذي كان قائد القوات العثمانية في حصار بلفين .  نظم على مقام الكرد ،  بلحن Con tristezza .  الإيطالي يأتي هذا اللحن بمعنى الحزن باللغة الإيطالية. 